# Ratje
Ratje je naselje v občini Žužemberk. Gre za gručasto vasico v manjši dolini, usmerjeni v dinarski smeri. Skromno kmetijstvo. Vaška cerkev stoji na robu vasi. V vasi je več zanimivih kozolcev.